# ساجينة زباء
السَّاجِينَة الزَّبَّاء هو نوع من الساجينة، متوطن في جزر البحر الأبيض المتوسط في قرشقة وسردينية، حيث ينمو في الجبال على ارتفاعات من 1،000 إلى 2،700 متر. إنه نبات عشبي سجود ينمو من 2 إلى 8 سم طولًا، ذو أزهار بيضاء قطرها سم واحد.
أُبلغ عن وجودها في شمال غرب أوربة إلا أنه كان مغلوطًا لخلطها مع الساجينة الذربة.  